# Szpital Specjalistyczny „Inflancka” im. Krysi Niżyńskiej – „Zakurzonej”
Szpital Specjalistyczny „Inflancka” im. Krysi Niżyńskiej – „Zakurzonej” w Warszawie Samodzielny Publiczny Zespół Opieki Zdrowotnej, zwyczajowo Szpital Inflancka – istniejący w latach 1954−2022 szpital ginekologiczno-położniczy, znajdujący się przy ulicy Inflanckiej 6 w Warszawie.

## Opis
Placówka pod nazwą Miejski Szpital Ginekologiczno-Położniczy została otwarta w 1954 roku. Budynek szpitala został wzniesiony w latach 1938−1939 jako jeden z budynków składowych otaczających tereny bocznicy kolejowej przy ul. Stawki. Wcześniej mieścił się w nim Urząd Celny.
Początkowo w szpitalu funkcjonował wyłącznie oddział ginekologiczny. Oddział położniczy otwarto w 1958 roku. Po przeprowadzonej modernizacji w 1976 roku zmienił nazwę na Śródmiejski Szpital Położniczo-Ginekologiczny. Na początku lat 90. miał 180 łóżek, w tym 30 dla noworodków. Przy placówce działała przychodnia przyszpitalna.
Na podstawie uchwały Rady m.st. Warszawy z dnia 9 grudnia 2021 r. szpital został połączony ze Szpitalem Bielańskim (podmiot przejmujący), który przejął realizowane dotychczas przez placówkę zadania (w tym udzielanie świadczeń zdrowotnych), jej zobowiązania i należności oraz mienie. Został wykreślony z Krajowego Rejestru Sądowego w 2022 roku.